# William Cowper (lekarz)
William Cowper (/ˈkuːpər/, ur. 1666 w Petersfield, zm. 8 marca 1709 tamże) – angielski lekarz anatom i chirurg. 
Opisał gruczoły u nasady cewki moczowej (gruczoły opuszkowo-cewkowe), nazwane od jego nazwiska gruczołami Cowpera.